# Villers-devant-Dun
Villers-devant-Dun ist eine französische Gemeinde mit 51 Einwohnern (Stand 1. Januar 2022) im Département Meuse in der Region Grand Est (bis 2015 Lothringen). Sie gehört zum Arrondissement Verdun und zum Kanton Stenay.

## Geografie
Die Gemeinde liegt etwa 25 Kilometer nordwestlich von Verdun. 

## Bevölkerungsentwicklung
| Jahr      | 1962 | 1968 | 1975 | 1982 | 1990 | 1999 | 2007 | 2019 |
| Einwohner | 127  | 114  | 91   | 72   | 83   | 84   | 70   | 51   |